# Rubus ludensis
Rubus ludensis är en rosväxtart som beskrevs av W. C. R. Watson apud Sell och Walters. Rubus ludensis ingår i släktet rubusar, och familjen rosväxter. Inga underarter finns listade i Catalogue of Life.